# Diligentia quam in suis
Diligentia quam in suis, vollständig eigentlich diligentia quam in suis rebus adhibere solet (lat. für „die Sorgfalt, wie sie in eigenen Angelegenheiten angewendet wird“) ist ein bestimmter Verschuldensmaßstab, legaldefiniert in § 277 Bürgerlichen Gesetzbuchs (BGB). Die Norm dient damit der Ausfüllung des Tatbestandsmerkmals „eigenübliche Sorgfalt“, so enthalten in den Paragraphen §§ 690, 1359, 1664, 2131.
Nach Auffassung von Rechtshistorikern erlangte der Haftungsmaßstab im römischen Privatrecht erstmals im epiklassischen Recht Bedeutung, dort insbesondere bei der gesellschaftsrechtlichen societas. Trotz der Relativierung der Sorgfaltsanforderungen wirkte die Verurteilung aufgrund einer actio pro socio (zur Gesellschaftsauseinandersetzung) infamierend.